# Rapid River (Churchill River)
Rapid River ist ein rechter Nebenfluss des Churchill River in der kanadischen Provinz Saskatchewan. Er durchfließt den Borealen Schild und ein großer Teil des Flusslaufs liegt im Lac La Ronge Provincial Park. 
Er bildet den Abfluss des Lac la Ronge. Hier liegt der Lac la Ronge Dam, welcher die Wassermenge des Rapid River reguliert. Er durchfließt den Iskwatikan Lake. Anschließend überwindet er einen der höchsten Wasserfälle Saskatchewans, die 10 m hohen Nistowiak Falls, und mündet schließlich in den Nistowiak Lake, der vom Churchill River durchflossen wird.